# چاله‌میدان
چاله‌میدان یکی از محله‌های شهر دارالخلافه تهران در عهد قاجار است.

## تاریخچه
هنگامی که شاه طهماسب اول از سلاطین صفویه خواست بنای باره و حصار تهران را بگذارد از دو موضع از زمین این شهر خاک برداشتند و آن دو موضع دو چاله عمیق و وسیع شد که یکی معروف به چاله‌حصار و دیگری چاله میدان که هر دو مخفف شده چال‌حصار و «چال‌میدان» گردید. چال‌میدان تا پانزده سال قبل جایی بسیار کثیف و مزبلهٔ شهر و محل ریختن کثافات بود. بعداً مرحوم فرخ خان امین‌الدوله که از وزرای این عهد بود و میلی تمام به ایجاد آثار خیریه داشت در آنجا مساجدی عالی بنا کرد و اگر چه بنای مسجد در حیات امین‌الدوله بوجه منظور بپایان نرسید لیکن آن مرحوم، حاجی ملا محمدجعفر مجتهد معروف به «چالمیدانی» را که در جوار همین مسجد مسکن داشت به امامت و تولیت مسجد انتخاب نمود… مشهد امامزاده سید اسماعیل … در قرب چالمیدان واقع است و دیگر از ابنیهٔ خیریه‌ای که در حوالی این محله است آب‌انباری است که مرحوم میرزا موسی مستوفی تفرشی وزیر دارالخلافه تهران بنا کرده است و کمال عظمت را دارد…». (از مرآت‌البلدان ج ۴ ص ۷۹)

این محل که قبلاً در دورهٔ صفویه خاک آن را به مصرف حصارکشی تهران رسانده بودند، وضعی مشابه چاله‌حصار داشت و محل تخلیهٔ زبالهٔ تهران به حساب می‌آمد. چالهٔ این محله تا مدت‌ها مکان امنی برای خلافکاران بود تا این که بعدها میدانی در آن‌جا احداث شد و به چاله‌میدان معروف شد.

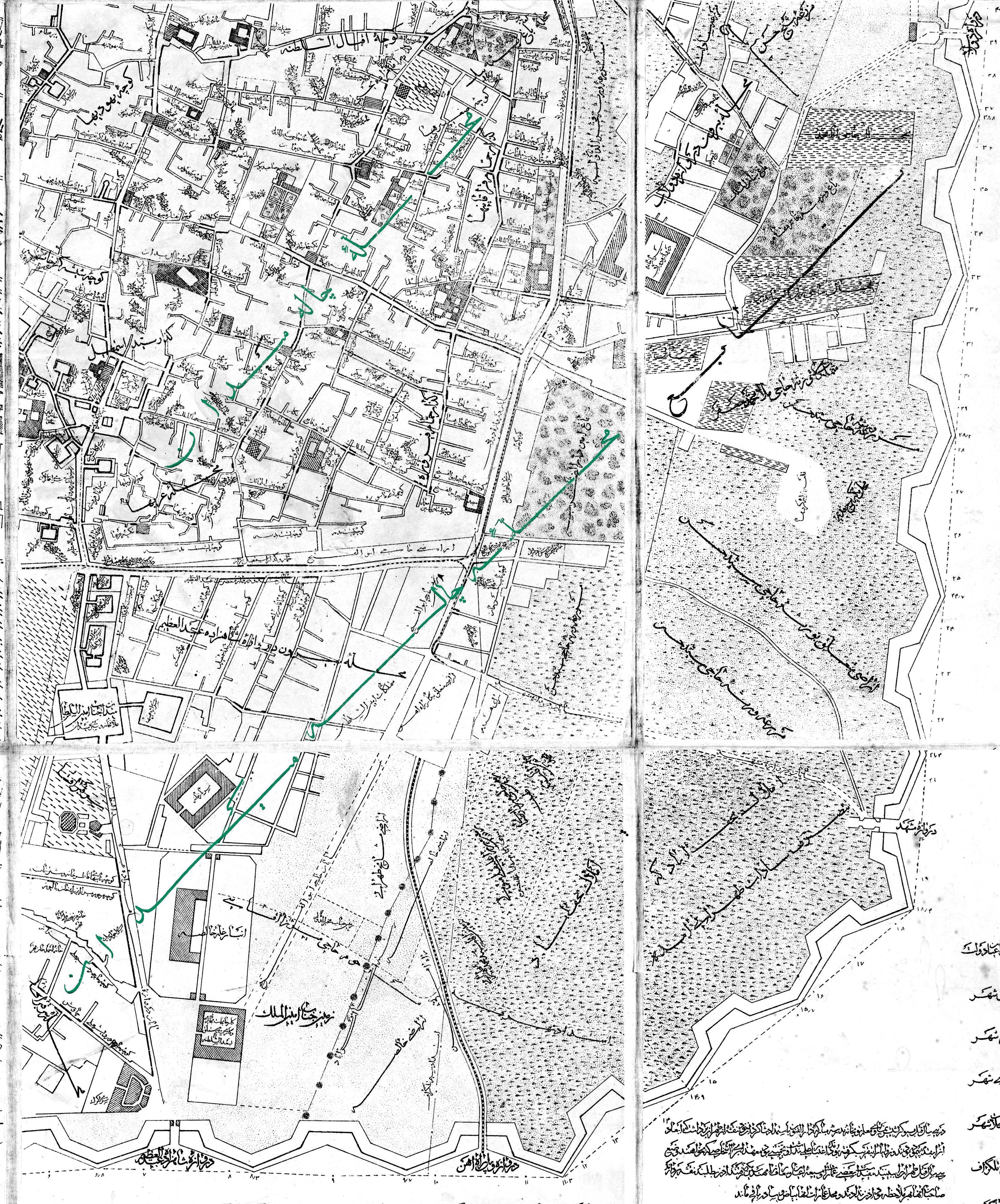
محله چالمیدان

## ریشه نام
دو نظریه در این زمینه بیان شده است. یکی نظریه تاریخی (ناظر به گودبرداری احتمالی در زمان شاه طهماسب برای ساخت بارو). 
نظریه دوم بیان می دارد که معمولا ارکها را برای حفاظت بهتر، بر بلندی تپه ها میساختند و محل حاکم نشین بوده است. ولی عموم مردم، در یک ناحیه پایین تر قرار می گرفتند (مثل ساختار ارگ بم). به محلی که ارتفاعش پایین تر از ارک بود و محل حضور مردم عادی بود، در نواحی شهرهای مرکزی ایران، محله چال می گفتند. طبق این نظریه، ناحیه جنوب شرقی محله بازار و ارک تهران، یعنی ناحیه مولوی و چاله میدان، از کهن ترین مناطق استقرار شهر تهران و محل زندگی مردم عادی شهر بوده است و به همین دلیل لفظ چال (قیاساً پایین شهر) بر آن تعلق گرفته است.

## محدوده محله
محله چاله میدان تهران، محدود به جنوب بازار چهل‌تن و امامزاده سید اسماعیل و میدان مال‌فروش‌ها، میدان امین‌السلطان، گمرک، خانی‌آباد، دروازه غار و میدان اعدام است.
محلهٔ چاله‌میدان (سیروس) از شمال به خیابان ۱۵ خرداد (بوذرجمهری یا جباخانه)، از غرب خیابان مصطفی خمینی (سیروس)، از جنوب خیابان مولوی و از شرق به خیابان ری محدود است.

## ادبیات چاله‌میدانی
در آغاز بنای محله‌ی چال میدان،  شماری از اعیان و اشراف در این بخش از پایتخت زندگی می‌کردند، اما با ساخته شدن محله‌ی دولت در زمان ناصرالدین شاه، اشراف از چال میدان کوچ کردند و به محله‌ی نوساز دولت رفتند. 
در سالیان دور، افرادی که در محله چاله‌میدان کار می‌کردند، عموماً با الفاظ رکیک با یکدیگر صحبت و برخورد می‌کردند. از این روی، این طرز صحبت با عنوان «ادبیات چاله‌میدانی»، در میان مردم تهران، جا افتاد.

## متولدان محله
- سید مجتبی آقابزرگ علوی
- پهلوان شریف چال میدانی[۷]
- اکبر پهلوان [۸]
- مصطفی چمران